# Liste der Baudenkmale in Querenhorst
In der Liste der Baudenkmale in Marienthal sind die Baudenkmale der niedersächsischen Gemeinde Querenhorst und ihrer Ortsteile aufgelistet. Der Stand der Liste ist der 15. Dezember 2022. Die Quelle der Baudenkmale ist der Denkmalatlas Niedersachsen.

## Allgemein
In den Spalten befinden sich folgende Informationen:
- Lage: die Adresse des Baudenkmales und die geographischen Koordinaten. Kartenansicht, um Koordinaten zu setzen. In der Kartenansicht sind Baudenkmale ohne Koordinaten mit einem roten Marker dargestellt und können in der Karte gesetzt werden. Baudenkmale ohne Bild sind mit einem blauen Marker gekennzeichnet, Baudenkmale mit Bild mit einem grünen Marker.
- Bezeichnung: Bezeichnung des Baudenkmales
- Beschreibung: die Beschreibung des Baudenkmales. Unter § 3 Abs. 2 NDSchG werden Einzeldenkmale und unter § 3 Abs. 3 NDSchG Gruppen baulicher Anlagen und deren Bestandteile ausgewiesen.
- ID: die Objekt-ID des Baudenkmales
- Bild: ein Bild des Baudenkmales, ggf. zusätzlich mit einem Link zu weiteren Fotos des Baudenkmals im Medienarchiv Wikimedia Commons. Wenn man auf das Kamerasymbol klickt, können Fotos zu Baudenkmalen aus dieser Liste hochgeladen werden:

## Querenhorst

### Einzelbaudenkmale
| Lage                                              | Bezeichnung               | Beschreibung | ID       | Bild |
| ------------------------------------------------- | ------------------------- | --- | -------- | ---- |
| Hauptstraße 12 52° 20′ 16″ N, 10° 57′ 57″ O       | Wohnhaus                  | Zweigeschossiger Fachwerkbau auf Sandsteinsockel unter Halbwalmdach in Krempziegeldeckung. Zur Südwestseite leicht außermittiger Hauptzugang mit historistischer Einfassung, symmetrisches Fachwerkgefüge mit geschosshohen Streben und einfacher Verriegelung, Ausfachungen verputzt. Zur Südostseite Ziegelsichtausfachung, Giebelfeld in verputzter Bruchsteinausfachung, nordwestliche Giebelseite in Krempziegelbehang.                                                                                                  | 32663669 | BW   |
| Helmstedter Straße 3 52° 20′ 12″ N, 10° 57′ 52″ O | Schule                    | Eingeschossiger, giebelständiger Fachwerkbau auf Sandsteinsockel unter Satteldach in Krempziegeldeckung. Zur Straße eine dreiachsige Giebelseite mit mittigen Eingang, Fenster zugesetzt und DG ausgebaut. Zu den Traufseiten unregelmäßiges Fenstergefüge, nördlich gänzlich in Falzziegelbehang, südlich in Sichtfachwerk mit Ziegelausfachung, dort weiterer Zugang hinter Freitreppe parallel zum westlichen Anbau. Am östlichen Dachfirst offener polygonaler Dachreiter mit sichtbarer Glocke sowie Schiefereindeckung. | 32663706 | BW   |
| Helmstedter Straße 7 52° 20′ 13″ N, 10° 57′ 42″ O | Wohnhaus                  | Zweigeschossiger, quergelagerter Massivbau aus Sandsteinmauerwerk unter Walmdach in Ziegelpfannendeckung. Achsenmittiger Zugang, darüber Jahrestafel mit Datierung „1845“. Fenstereinfassungen in scharrierten Sandstein-Gewänden. Haupthaus einer Hofanlage. | 32663725 | BW   |
| Helmstedter Straße 52° 20′ 3″ N, 10° 57′ 53″ O    | Kriegerdenkmal            | | 32663688 | BW   |
| Kurze Straße 1 52° 20′ 10″ N, 10° 57′ 44″ O       | Wohn-/ Wirtschaftsgebäude | Traufständiges, zweigeschossiges Fachwerkgebäude auf Bruchsteinsockel unter Satteldach in Ziegelpfannendeckung. Symmetrisches Fachwerkgefüge mit geschosshohen Streben und im EG zweifacher, im OG einfacher Verriegelung, Ausfachungen verputzt. Nach Westen hin großes Dielentor. Westliche Giebelseite teils massiv ersetzt, Zugang über Hofseite. | 32663744 | BW   |